# اندیس شمال شرق ورد نجان
شمال شرق ورد نجان یک اندیس مصالح ساختمانی است که در حوالی شهر چادگان استان چهارمحال و بختیاری قرار دارد و مادهٔ معدنی موجود در آن، سنگ لاشه است.  